# Озерне (Гвардійський міський округ)
Озерне (рос. Озерное) — селище Гвардійського міського округу, Калінінградської області Росії. Входить до складу Озерковського сільського поселення.
Населення — 6 осіб (2015 рік).

## Населення
| 2002 | 2010 |
| ---- | ---- |
| 11   | ↘6   |